# Panko

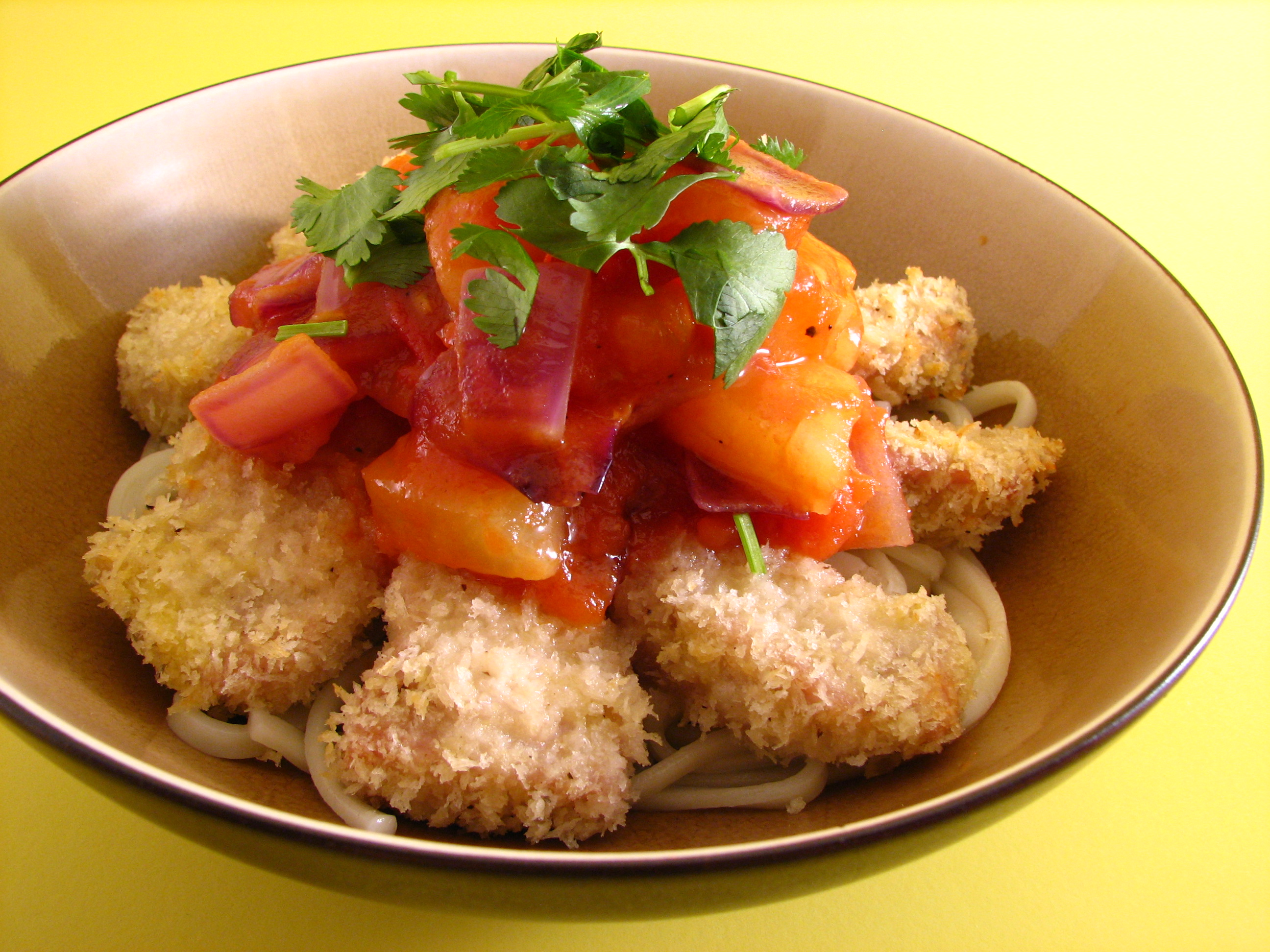
In panko gebakken varkensvlees.

Panko is een soort paneermeel dat in de Japanse keuken wordt gebruikt om gebakken of gefrituurde etenswaren van een krokante korst te voorzien.
Panko is er in verschillende variëteiten en wordt gemaakt van met elektriciteit gebakken brood op basis van tarwebloem, glucose, gist en plantaardig vet en geeft een krokantere en luchtigere structuur dan gebruikelijk is bij paneermeel dat gebruikt wordt in de westerse keuken. Buiten Japan wordt het gebruik van panko steeds meer populair in zowel Aziatische als niet-Aziatische gerechten. Panko is verkrijgbaar in Japanse winkels en bij toko's. Panko wordt wereldwijd geproduceerd, vooral in Aziatische landen als Japan, Taiwan, Thailand en Vietnam.
In de Japanse taal verwijst panko (パン粉)(pan = brood, ko = poeder) naar alle variëteiten broodkruim en paneermeel, niet alleen de vlokachtige soort die gebruikt wordt om te frituren. 